# Bristol Cherub
El Bristol Cherub es un motor de aviación británico de dos cilindros, refrigerado por aire, diseñado y construido por Bristol Aeroplane Company. Introducido en 1923, fue un popular motor para ultralivianos y aviones pequeños en los años 30.

## Variantes
Cherub I
Versión inicial introducida en 1923. El diámetro y la carrera era de 85 mm x 97 mm, con una cilindrada 1.095 cc, entregando 32 hp (24 kW) a 2.500 rpm.
Cherub II
Versión con caja reductora del Cherub I.
Cherub III
Una versión mejorada y un poco más grande introducida en 1925.

## Aplicaciones

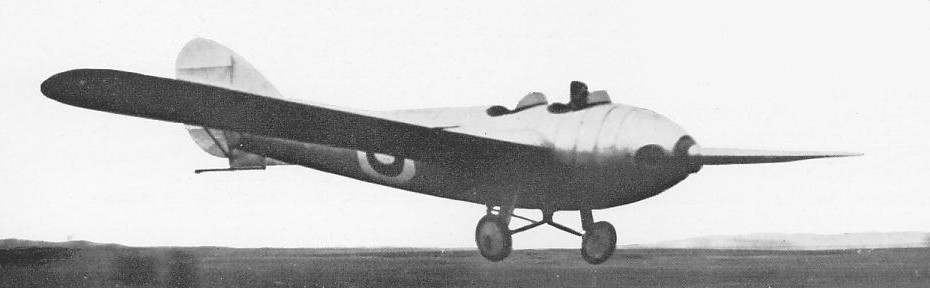
Short Satellite equipado con el Cherub.

- Avia BH-2
- Beardmore Wee Bee
- Bristol Brownie
- Dart Pup
- Granger Archaeopteryx
- Hawker Cygnet
- Messerschmitt M17
- Mignet Pou-du-Ciel
- Parnall Pixie
- Short Cockle
- Short Satellite
- Supermarine Sparrow
- Westland-Hill Pterodactyl

## Sobrevivientes
Una réplica en condiciones de vuelo del Messerschmitt M17 perteneciente al EADS Heritage Flight en Manching es volado periódicamente, y está motorizado por un Bristol Cherub III original.

## Motores en exhibición
Un Bristol Cherub restaurado es mostrado la Shuttleworth Collection, Old Warden, Bedfordshire.

## Especificaciones (Cherub III)[4]
- Tipo: 2 cilindros horizontales opuestos, enfriados por aire
- Diámetro: 90 mm
- Carrera: 96,5 mm
- Cilindrada: 1.228 cc
- Ancho: 650 mm
- Peso: 39,5 kg
- Válvulas: a la cabeza
- Lubricación: cárter seco
- Refrigeración: por aire
- Potencia: 36 hp (24 kW) a 3.200 rpm
- Compresión: 5,75:1
- Consumo: 11,35 litros por hora
- Peso/potencia: 0,79 hp/kg

### Fuente
- Esta obra contiene una traducción  derivada de «Bristol Cherub» de Wikipedia en inglés, publicada por sus editores bajo la Licencia de documentación libre de GNU y la Licencia Creative Commons Atribución-CompartirIgual 4.0 Internacional.

- Datos: Q446573
- Multimedia: Bristol Cherub / Q446573